# Stráňany
Stráňany (bis 1948 slowakisch „Folvark“ – bis 1927 „Foľvark“; deutsch Vorwerk, ungarisch Nagymajor – bis 1907 Folyvárk oder Folyvark) ist eine Gemeinde im Nordosten der Slowakei mit 180 Einwohnern (Stand 31. Dezember 2024), die zum Okres Stará Ľubovňa, einem Teil des Prešovský kraj, gehört und zur traditionellen Landschaft Zips gezählt wird.

## Geographie

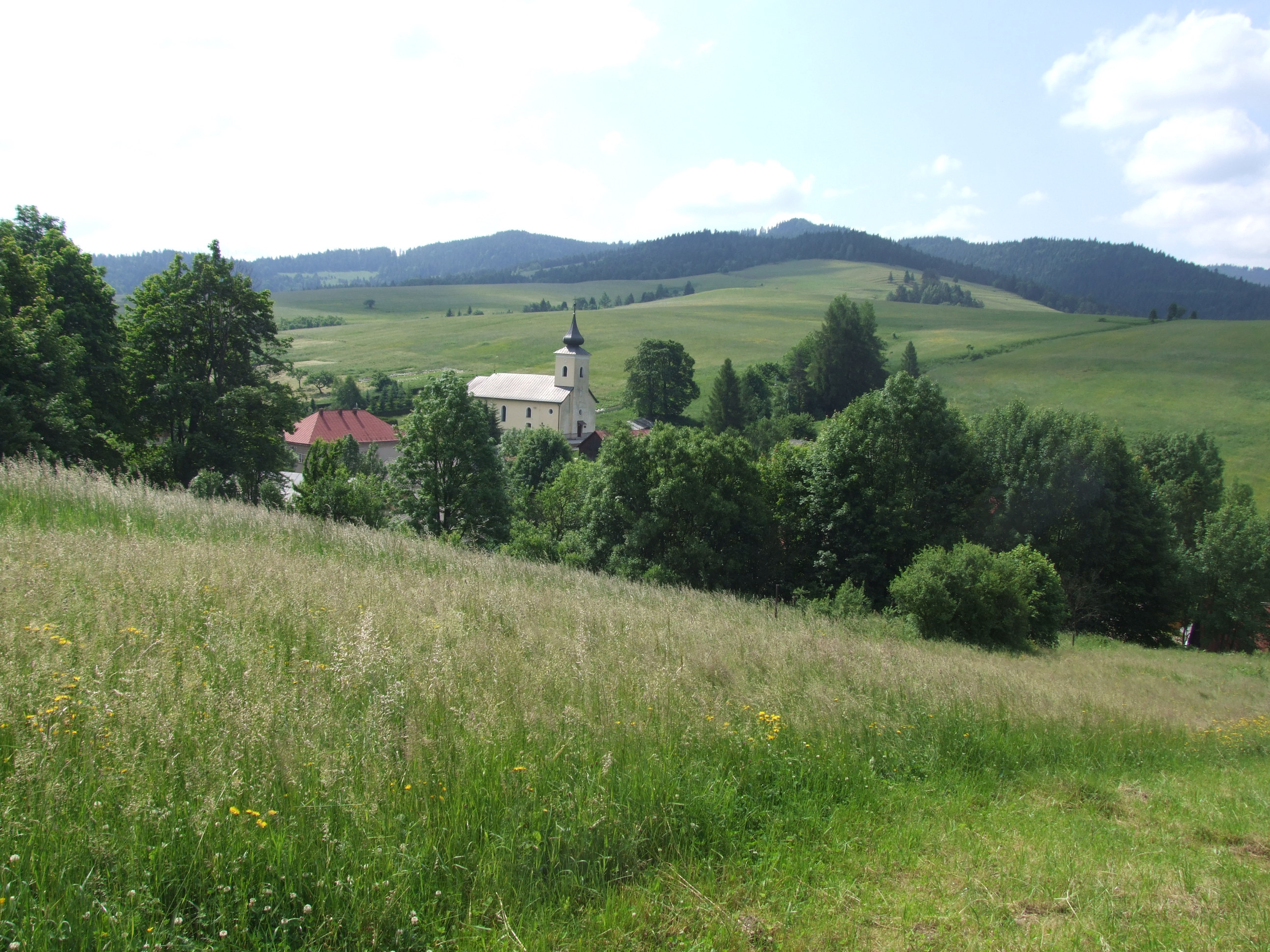
Stráňany

Die Gemeinde befindet sich zwischen der Zipser Magura südlich und dem Westteil des Berglands Ľubovnianska vrchovina nördlich des Ortes, etwa auf dem halben Weg zwischen Stará Ľubovňa und Červený Kláštor, nahe der Grenze zu Polen. Am unteren Ende des Ortes fließen die Bäche Lipník und Veterný potok, beide im Einzugsgebiet des Dunajec, zusammen. Das Ortszentrum liegt auf einer Höhe von 635 m n.m. und ist 16 Kilometer von Stará Ľubovňa entfernt.
Nachbargemeinden sind Szczawnica (PL, Ortsteil Jaworki) im Norden, Kamienka im Osten und Südosten, Vyšné Ružbachy im Süden und Veľký Lipník im Westen.

## Geschichte
Stráňany wurde zum ersten Mal 1343 als Polyvark schriftlich erwähnt und war ursprünglich ein Meierhof im Herrschaftsgebiet der Burg Niedzica (heute in Polen). 1589 kaufte die Familie Horváth-Palocsay die Ortsgüter vom bisherigen Besitzer Albert Laskó, im späten 17. Jahrhundert ließ Emmerich Thököly den Besitz an Bischof László Mattyasozsky verpfänden. 1787 hatte die Ortschaft 68 Häuser und 500 Einwohner, 1828 zählte man 103 Häuser und 748 Einwohner, die als Drahtbinder, Förster und Landwirte beschäftigt waren.
Bis 1918 gehörte der im Komitat Zips liegende Ort zum Königreich Ungarn und kam danach zur Tschechoslowakei beziehungsweise heute Slowakei.

## Bevölkerung
| Jahr                | 1994 | 2004     | 2014 | 2024    |
| ------------------- | ---- | -------- | ---- | ------- |
| Anzahl der Personen | 231  | 194      | 194  | 180     |
| Unterschied         |      | −16,01 % | +0 % | −7,21 % |

| Jahr                | 2023 | 2024    |
| ------------------- | ---- | ------- |
| Anzahl der Personen | 182  | 180     |
| Unterschied         |      | −1,09 % |

Gemäß der Volkszählung 2011 wohnten in Stráňany 201 Einwohner, davon 127 Slowaken und 57 Russinen. 17 Einwohner machten keine Angabe zur Ethnie.
165 Einwohner bekannten sich zur griechisch-katholischen Kirche, 16 Einwohner zur römisch-katholischen Kirche sowie jeweils ein Einwohner zur Evangelischen Kirche A. B. und zur orthodoxen Kirche. Ein Einwohner war konfessionslos und bei 17 Einwohnern wurde die Konfession nicht ermittelt.

## Bauwerke
- Griechisch-katholische Kirche Schutz der Gottesmutter im klassizistischen Stil aus dem Jahr 1857